# Gmina Miłomłyn
Die Gmina Miłomłyn [mʲi'wɔmwɨn] ist eine Stadt-und-Land-Gemeinde im Powiat Ostródzki der Woiwodschaft Ermland-Masuren in Polen. Ihr Sitz ist die gleichnamige Stadt (deutsch Liebemühl).

## Geographie

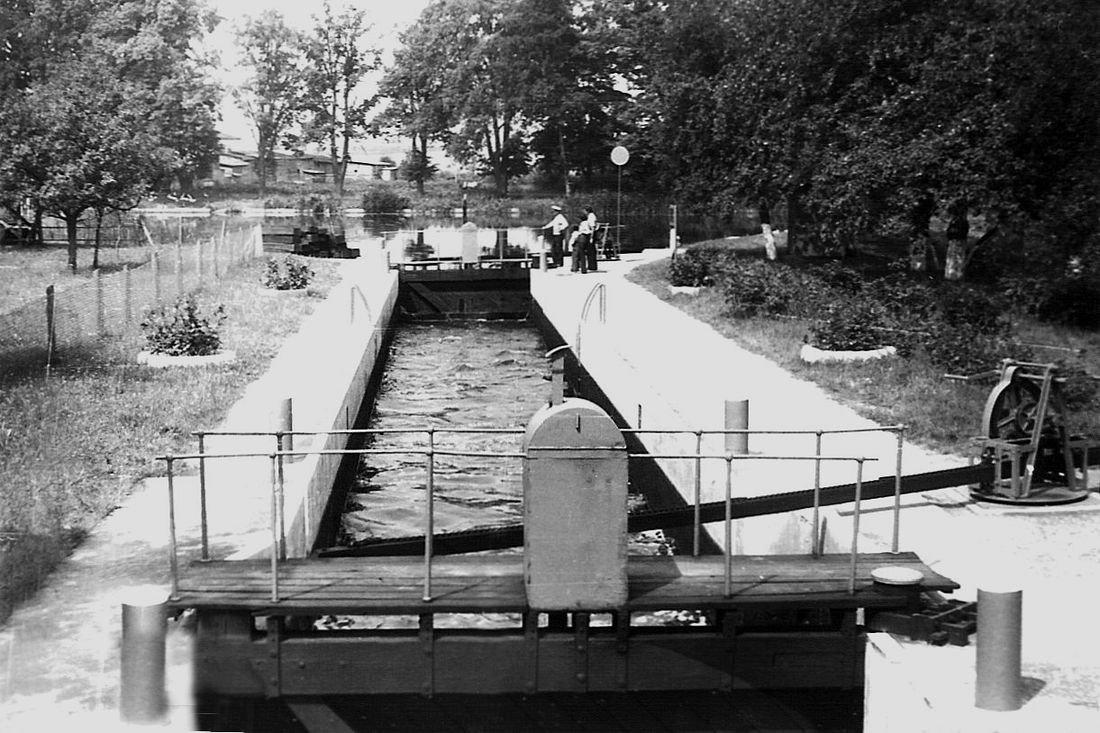
Historische Aufnahme der Schleuse Liebemühl am Oberländischen Kanal (polnisch hier Kanał Elbląski genannt)

### Geographische Lage
Die Gemeinde liegt im Westen der Woiwodschaft Ermland-Masuren. Die Kreisstadt Ostróda (Osterode i. Ostpr.) liegt etwa vier Kilometer östlich.

### Gemeindefläche
Die Gemeinde hat eine Fläche von 160,9 km², die zu 39 Prozent land- und zu 42 Prozent forstwirtschaftlich genutzt wird. Zu ihrem Gebiet gehören einige Seen, von denen der Gil Wielki (Großer Gehlsee) mit 539 Hektar der größte ist.
|  |

Das Gemeindegebiet wird vom Oberländischen Kanal (polnisch Kanał Elbląski bzw. Kanał Iławski) durchzogen. Wichtigstes Fließgewässer ist die Drwęca (Drewenz).

### Nachbargemeinden
Die Stadt-und-Landgemeinde Miłomłyn ist von sechs Nachbargemeinden umgeben:
- die Landgemeinden Łukta (Locken), Małdyty (Maldeuten) und Ostróda sowie die Stadt-und-Land-Gemeinde Morąg (Mohrungen), alle im Powiat Ostródzki (Kreis Osterode i. Ostpr.)
- die Landgemeinde Iława (Deutsch Eylau) und die Stadt-und-Land-Gemeinde Zalewo (Saalfeld) im Powiat Iławski (Kreis Deutsch Eylau).

## Geschichte
Miłomłyn erhielt 1998 die Stadtrechte und die Gemeinde ihren Status als Stadt-und-Land-Gemeinde.
Die Landgemeinde wurde 1973 aus verschiedenen Gromadas neu gebildet. Ihr Gebiet gehörte von 1946 bis 1998 zur Woiwodschaft Olsztyn im unterschiedlichen Zuschnitt. Der Powiat wurde von 1975 bis 1998 aufgelöst. Zum 1. Januar 1999 kam die Gemeinde zur Woiwodschaft Ermland-Masuren und wieder zum Powiat Ostródzki.

## Partnerschaften
Gemeindepartnerschaften bestehen mit:
- Klötze  (Altmark), Deutschland (seit 2005)
- Bezdonys, Litauen (seit 2006).

## Gemeindegliederung

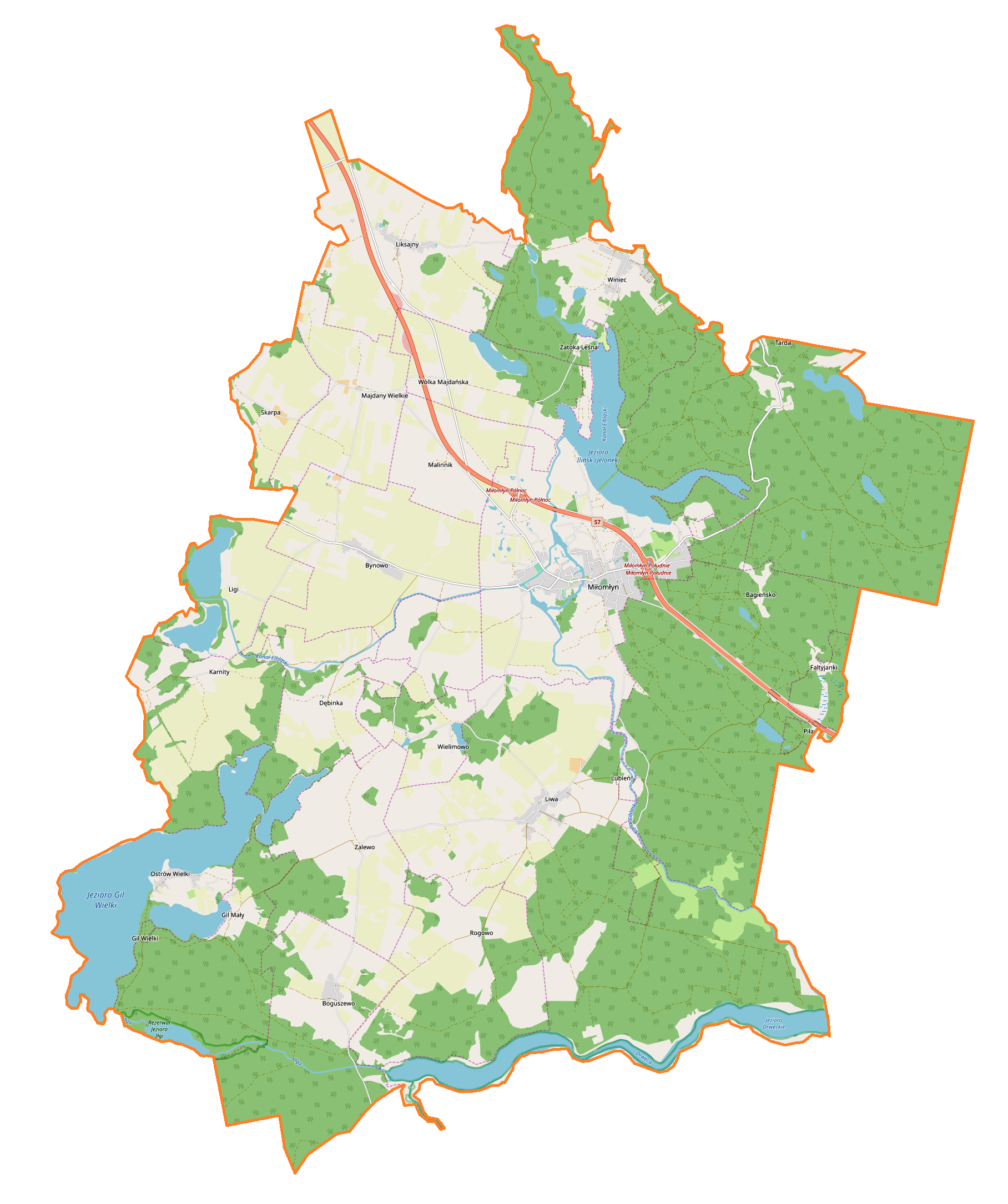
Karte der Gmina Miłomłyn (zum Vergrößern anklicken!)

Zur Stadt-und-Land-Gemeinde Miłomłyn gehören die Stadt selbst und 13 Dörfer (deutsche Namen amtlich bis 1945) mit einem Schulzenamt (polnisch Sołectwo):
- Bagieńsko (Baginsken, 1938–1945 Bürgersee)
- Boguszewo (Bogunschöwen, 1938–1945 Ilgenhöh)
- Bynowo (Bienau)
- Dębinka (Schönaich)
- Ligi (Liegen)
- Liksajny (Nickelshagen)
- Liwa (Bieberswalde)
- Majdany Wielkie (Groß Altenhagen)
- Malinnik (Amalienruh)
- Tarda (Tharden)
- Wielimowo (Wilmsdorf)
- Winiec (Winkenhagen)
- Wólka Majdańska (Charlottenhof)

Weiler und kleine Orte sind:
- Barcinek (Prinzwald)
- Faltyjanki (Faltianken)
- Gil Mały (Klein Gehlfeld)
- Gil Wielki (Groß Gehlfeld)
- Glimy, bis 1996 Gliny (Skapenwald)
- Kamieńczyk (Holstein)
- Karnitki (Klein Karnitten)
- Karnity (Groß Karnitten)
- Kukła (Althütte)
- Lubień (Grünort)
- Majdany Małe (Klein Altenhagen)
- Ostrów Wielki (Groß Werder)
- Piławki (Pillauken)
- Rogowo (Hornsberg)
- Skarpa (Skerpen)
- Zalewo (Sallewen)
- Zatoka Leśna (Thorchen)
- Ziemaki (Goldsberg)

## Einwohner
Am 31. Dezember 2020 waren in der Gmina Miłomłyn 4886 Einwohner gemeldet. Über die Altersstruktur gibt eine Aufstellung aus dem Jahre 2014 Auskunft:

## Verkehr

### Straßen
Die Schnellstraße S7 von Danzig – Warschau durchquert das Gemeindegebiet von Norden nach Südosten. Mit den Anschlussstellen Miłomłyn-Północ und Miłomłyn-Południe ist sie mit dem Gemeindegebiet verbunden. Zwei verkehrstechnisch wichtige Nebenstraßen führen von Samborowo ((Königlich) Bergfriede) von Süden und von Śliwa (Schliewe) von Westen nach Miłomłyn. Im Übrigen sind die Ortschaften der Gemeinde durch weitere Nebenstraßen und Landwege gut vernetzt.  

### Schienen
Ein Bahnanschluss besteht nicht mehr. Bis 1945 waren Liebemühl und die Orte in der heutigen Stadt-und-Land-Gemeinde Miłomłyn an zwei Bahnstrecken angebunden:
- Elbing–Miswalde–Osterode (Ostpr.)–Hohenstein (Ostpr.) mit Halt in Groß Altenhagen (polnisch Majdany Wielkie), Liebemühl und Pillauken (Piławki)
- Wormditt–Mohrungen–Osterode (Ostpr.) mit Halt in Tharden sowie Liebemühl und Pillauken.

### Luft
Der nächste größere internationale Flughafen ist Danzig.